# Franck Mesnel
Franck Mesnel (Neuilly-sur-Seine, 30 giugno 1961) è un ex rugbista a 15, stilista e imprenditore francese, apertura / centro della Nazionale francese in tre edizioni della Coppa del Mondo.

## Biografia
Architetto, alternava l'attività professionale nel campo pubblicitario a quella dilettantistica nel rugby a Saint-Germain-en-Laye nel Maisons-Laffitte Saint-Germain Poissy 78; a 25 anni fu ingaggiato dal Racing Club di Parigi e lì, insieme a una linea arretrata formata dal tre quarti centro Éric Blanc, le ali Jean-Baptiste Lafond e Philippe Guillard e l'estremo Yvon Rousset, costituì un gruppo di atleti che, per la loro spettacolarità in campo, furono definiti Les Showbizz.
Con il club biancoceleste Mesnel giunse fino alla finale del campionato francese 1986/87 e ne vinse l'edizione 1989/90; esordì in Nazionale nel 1986 contro la Nuova Zelanda e prese parte a tutti i tornei del Cinque Nazioni dal 1987 al 1993, con tre vittorie finali di cui una con il Grande Slam.
In Coppa del Mondo, prese parte alle prime tre edizioni (1987 in Australia e Nuova Zelanda, 1991 in Inghilterra e 1995 in Sudafrica), con un secondo posto nel 1987 e un terzo nel 1995.
Smessa l'attività sportiva, si dedicò alla sua impresa di abbigliamento sportivo maschile e femminile, creata nel 1988, Eden Park, oggi presente in tutta la Francia con 18 negozi e 35 punti vendita in franchising e con un giro di affari esteso anche a gioielleria, profumeria e oggettistica per la casa, e in procinto di aprire nuovi esercizi commerciali nel Regno Unito.
A tale attività alterna anche quella di musicista occasionale, in un gruppo composto da alcuni suoi ex compagni di squadra e chiamato Les Showbizz in ricordo della sua attività sportiva, e di commentatore sportivo su Radio Télévision Luxembourg e France Télévisions.

## Palmarès
- Campionati francesi: 1
Racing Club: 1989-90